# Ourdon
Ourdon è un comune francese di 10 abitanti situato nel dipartimento degli Alti Pirenei nella regione dell'Occitania.
Si trova nel cantone di Lourdes-Est, nella circoscrizione (arrondissement) di Argelès-Gazost, da cui dista 14 km in direzione nord-est. La zona è una regione boscosa in una vallata laterale (Estrem de Castelloubon) sul lato destro del Gave de Pau, un affluente del fiume Ardour.
L'origine dell'insediamento potrebbe risalire all'epoca gallo-romano (vi è stato rinvenuto un altare votivo).
Solo un altro comune francese ha un numero minore di abitanti (Leménil-Mitry ).

## Società

### Evoluzione demografica
Abitanti censiti